# Nacionalsocijalistička njemačka radnička stranka
Nacionalsocijalistička njemačka radnička stranka (njem. Nationalsozialistische Deutsche Arbeiterpartei, skraćeno NSDAP), na hrvatskom jeziku češće se rabi naziv Nacionalsocijalistička stranka, bila je politička stranka u Njemačkoj između 1919. i 1945. Prije promjene naziva, do 1920., zvala se Njemačka radnička stranka (njem. Deutsche Arbeitpartei, skraćeno DAP).
Vođa ove stranke bio je Adolf Hitler, koji će kasnije postati kancelar Njemačke (1933.), a na taj položaj postavit će ga tadašnji njemački predsjednik Paul von Hindenburg, a nakon smrti potonjeg, preuzet će i titulu njemačkog predsjednika (1934.). Hitler će ubrzo uspostaviti totalitaristički režim. Država će dobiti i novi naziv, Treći Reich.
Nacionalsocijalistička ideologija naglašava uništenje dviju protivnih ideologija – komunizma i demokracije. Također nacionalsocijalistička ideologija najavljuje i "rasnu čistoću njemačkoga naroda". U vrijeme nacionalsocijalističke vladavine vršena je represija prema Židovima i Romima.
Nacionalsocijalistička stranka općenito je opisana kao ekstremna desnica lijevo-desne osovine. Dok je stranka sadržavala u svome programu i ljevičarstva, nacisti su saveze sklopili sa samo desničarskim državama.

## Nastanak i rano djelovanje 1918. – 1923.
Stranka je nastala od manjih političkih skupina, uglavnom nacionalistički orijentiranih, koje su nastale nakon poraza poslije Prvog svjetskog rata. U ranim mjesecima 1918., stranka pod nazivom Freier Ausschuss für einen deutschen Arbeiterfrieden (Slobodni komitet za slobodu radnika) osnovana je u Bremenu. Anton Drexler, iskazani njemački nacionalist, sastavio je granu sličnih stranaka u Münchenu 7. ožujka 1918. Drexler je bio minhenski bravar, član militarističke Domovinske stranke tijekom Prvog svjetskog rata, te je bio ogorčen mirom iz studenog 1918. U njemu se budi revolucionarska ideja. Drexler je slijedio uobičajene ideje militarističkog nacionalizma u ono vrijeme, kao što je bilo protivljenje Versajskom sporazumu, antisemitizam, antimonarhizam i antimarksizam, te također vjerovanje da njemački narod predstavlja arijsku nadrasu (Herrenvolk). Za njega je internacionalni kapitalizam bio židovski, te je optužio kapitaliste za ratni profit. Drexler je uvidio političku nestabilnost i nezadovoljnost u Njemačkoj, posebice nakon stvaranja Weimarske Republike, a nezadovoljstvo je bilo najizraženije među pripadnicima siromašnijeg staleža. Naglašava potrebe völkisch (narodnog) nacionalizma, jake centralne vlade, s ekonomskim socijalizmom, te stvaranje centralno nacionalističkog radničkog pokreta koji bi uništio komunizam, te internacionaliste lijevog i desnog političkog gledišta.
Dana 5. siječnja 1919., Drexler, s Gottfiredom Federom, Dietrichom Eckartom i Karlom Harrerom, te 20 radnika iz minhenskih željezničkih radnji kao i drugih, sastali su se i raspravljali o stvaranju stranke koja bi imala Drexlerove ideje. Drexler je predložio da se stranka nazove Njemačka socijalistička radnička stranka, ali Harrer odbija da se uzme riječ "socijalistička" u imenu, te se zbog toga stranka nazove samo Njemačka radnička stranka (Deutsche Arbeiterpartei, DAP). Da bi dobili simpatije među srednjim staležom i nacionalistima, Drexler govori kako oni nisu kao marxisti, te zastupaju i srednje staleže, te da se njihova stranka zalaže za socijalno dobro svih Nijemaca. DAP je postao jedna u nizu od stranaka völkisch pokreta koji je postojao u Njemačkoj u to vrijeme. Kao druge völkisch skupine, DAP je dijelio mišljenje da se Nijemci trebaju ujediniti (Volksgemeinschaft), te zagovarao nedjeljivost njemačkog naroda po staležima. Ta ideologija bila je izrazito antisemitistička jer DAP je naglašavao, kao i sve pristaše völkisch pokreta da Njemačka mora biti judenfrei (slobodna od Židova).
Od nastanka DAP je bio suprotstavljen nenacionalističkim strankama, posebice ljevici, uključujući i Socijaldemokratskoj stranci Njemačke (SPD), te novostvorenoj Komunističkoj partiji Njemačke (KPD). Članovi DAP-a sebe su smatrali borcima protiv boljševizma i protiv svih koji su pripadali židovskom internacionalizmu.
Stranka je vjerovala da je socijalna skrb državni problem. Prije nacionalsocijalističkog pokreta Crkva je bila ta koja je provodila socijalnu skrb dobrotvornim akcijama. Vlada je načinila da 10 % poreza ide izravno Crkvi. To dobrotvorno djelovanje bilo je pod upravom države.
DAP je bila mala skupina ljudi s oko 60 članova. No, ipak je privukla pažnju njemačkih vlasti, koji su bili sumnjičavi na svaku organizaciju koja je imala subverzivne ciljeve. Mladi kaplar, Adolf Hitler, poslan je od strane Njemačke vojne obavještajne službe da istraži DAP. Dok je sudjelovao na stranačkom sastanku, Hitler je upao u jedno argumentiranje, tu je pokazao izuzetnu govorničku vještinu i tako ostavio snažan dojam na ostale članove stranke. Pozvan je da se pridruži stranci, te nakon razmatranja, prihvatio je poziv. Među ranijim članovima stranke bili su i kasnije visokopozicionirani nacisti kao Rudolf Hess, Hans Frank i Alfred Rosenberg.
Hitler je bio 55. član stranke i primio broj "555", jer je DAP nadodavao +500 da bi pretjerivali o broju članova stranke. Hitler je kasnije tvrdio kako je on 7. član stranke (ustvari je bio 7. član stranačkog predsjedništva, a kasnije će dobiti i Zlatni stranački znak s brojem "1"). U nekoliko narednih mjeseci, DAP je nastavio dobivati nove članove, no i dalje je ostao previše malen da bi imao utjecaja na njemačku politiku. 24. veljače 1920., stranka je nadodala naziv "nacionalsocijalistička" u službeno ime, te se od tada naziva Nacionalsocijalistička njemačka radnička stranka, ili skraćeno NSDAP, iako je Hitler ranije dao prijedlog da se stranka nazove "Socijalna revolucionarna stranka"; Rudolf Jung je taj koji je odvratio Hitlera od tog naziva.
Hitler je otkrio da je govornički nadaren, te svoju sposobnost da privlači nove članove. S njegovom karakterističnom okrutnošću pri govoru, uskoro je postao dominantna figura u politici. Drexler je to prepoznao, te Hitler postaje predsjednik stranke 28. srpnja 1921. Kad je stranka ustanovljena, odlučeno je da vođa stranke bude izglasan od strane članova stranke. Hitler je poništio to pravilo. Uzeo je titulu Führera (vođa) i nakon niza unutarstranačkih sukoba, izabrano je da se stranka vodi po Führerprinzipu (princip vođe): Hitler je bio temelj stranke i njezin vođa, te je sam donosio odluke o stranačkoj politici i strategiji. Hitler je u to vrijeme stranku vidio kao revolucionarnu organizaciju, čiji je cilj bio zbaciti Weimarsku Republiku, za koju je smatrao da je vode socijalisti, Židovi i tzv. studenski kriminalci (Studeni, mjesec kad je potpisan mir poslije Prvog svjetskog rata, Versajski sporazum) koji su izdali njemačke vojnike 1918. Sturmabteilung (jurišne trupe, također poznati kao Smeđekošuljaši) bili su stranačka milicija osnovana 1921. i radili su nasilne napade na druge stranke.
Za razliku od Drexlera i drugih članova stranke, Hitlera se manje zanimao za socijalistička gledišta nacionalsocijalizma. Za Hitlera dva najvažnije cilja stranke bili su nacionalistički, tj. njemački ekspanzionizam i antisemitizam. Hitler je smatrao da su neprijatelji njemačkog naroda – Ujedinjeno Kraljevstvo, Francuska i Sovjetski Savez, po njegovom viđenju države kojima upravljaju Židovi, i protiv kojih treba započeti rat. Za Hitlera i njegove principe, nacionalni i rasni problemi uvijek su bili glavni problemi. Stranački znak NSDAP-a postala je svastika ili Hakenkreuz (kukasti križ). Kod njemačkih nacionalista, svastika se smatrala znakom tzv. arijske rase. Svastika je zamijenila kršćanski križ na njemačkoj zastavi, a značila je početak nacionalsocijalističke Njemačke.
U razdoblju od 1921. do 1922., NSDAP je snažno rastao, djelomice zbog Hitlerovih govorničkih sposobnosti, djelomice jer je SA zapošljavao nove mladiće i djelomice jer je NSDAP bio protu-odgovor na socijalističku vladavinu u Bavarskoj u to vrijeme, a socijalisti i Weimarska Republika stvorili su veliki ekonomski problem. NSDAP je učlanjivao bivše vojnike iz Prvog svjetskog rata, a oni su simpatizirali Hitlera kao nekadašnjeg prvoborca i dobrovljca u Njemačkoj vojsci za vrijeme rata, a učlanjvali su se još i sitni poduzetnici te prebjezi iz rivalskih stranaka. Nacionalsocijalistička okupljanja održavala su se u pivnicama. Hitlerova mladež sastavljena je od djece članova NSDAP-a, no ta organizacija ostaje mala sve do 1920. NSDAP je sastavljao svoje skupine i u drugim dijelovima Njemačke. Julius Streicher u Nürnbergu bio je jedan od ranijih članova. Drugi koji su se kasnije učlanjivali u stranku, bili su bivši njemački vojni časnici, kao npr. Ernst Röhm, koji je kasnije postao zapovjednik Jurišnih odreda NSDAP-a, zatim zrakoplovni časnik Hermann Göring i Heinrich Himmler. U prosincu 1920. NSDAP je pokrenuo vlastiti časopis zvan Völkischer Beobachter.
Godine 1922., stranka koja je imala sličnu ideologiju kao NSDAP došla je na vlast u Italiji, stranka se zvala Nacionalna fašistička stranka, a bila je pod vodstvom karizmatičnog Benita Mussolinija. Fašisti su kao nacionalsocijalisti promicali narodni preporod u svojim državama, oboje su bili protivnici komunizma i liberalizma, pozivali se na radničku klasu, neprijatelji Versajskog sporazuma, te željeli prostorno širiti svoje dvije države. Talijanski fašisti rabili su ispruženu ruku (Salute romano) kao pozdrav, te nosili crne uniforme (Crnokošuljaši). Hitlera je nadahnuo Mussolini, pa je i on rabio ispruženu ruku kao pozdrav i nazvao ga je Hitlerov pozdrav. Kada su fašisti došli na vlast u Italiji 1922. preko pokušaja puča zvanog Marš na Rim, Hitler je krenuo planirati svoj puč koji će se ostvariti godinu dana kasnije.
U siječnju 1923. Francuska je okupirala Ruhr, industrijsku regiju. Razlog okupaciji bio je taj jer Njemačka nije plaćala svoje reparacije za nanesenu štetu iz Prvog svjetskog rata. To je dovelo do gospodarskog kolapsa i do toga da Wilhelm Cuno i njegova vlada siđu s vlasti, a taj događaj potaknuo je i Komunističku partiju Njemačke da digne revoluciju. Takva reakcija pospješila je nacionalističke osjećaje u Njemačkoj. Broj članova NSDAP-a raste brzo, to NSDAP u to vrijeme ima oko 20.000 članova. Do studenoga, Hitler je odlučio da je pravo vrijeme da se izvrši puč u Münchenu, u nadi da će se Reichswehr (posljeratna njemačka vojska) pobuniti protiv vlade u Berlinu i pridružiti udaru. U to ga je uvjerio bivši njemački general Erich Ludendorff, koji je podržavao NSDAP, ali nije bio član stranke.
U noći 8. studenog, nacionalsocijalisti su okupili domoljube iz pivske sale i krenuli izvršavati putsch (coup d'état). Takozvani Hitlerov puč bio je osuđen na neuspjeh čim su časnici Reichswehra odbili podržati ga. U jutro 9. studenog nacionalsocijalisti su okupili 2.000 pristaša i krenuli su izvršiti udar. Vojnici Reichswehra otvorili su paljbu, 16 nacionalsocijalista je poginulo. Hitler, Ludendorff i drugi su uhićeni, i suđeno im je za izdaju 1924. godine u ožujku. Dok je boravio u zatvoru, Hitler je napisao autobiografiju i politički manifest Mein Kampf (Moja borba).
NSDAP, biva zabranjen, no uz podršku Völkisch-Sozialer Blocka (Völkisch socijalni blok), Nacistička stranka nastavila je djelovanje pod nazivom Njemačka stranka (Deutsche Partei ili DP), a pod tim nazivom postojala je od 1924. – 1925. Nacionalsocijalisti nisu uspjeli ostati ujedinjeni u Njemačkoj stranci, jer su na sjeveru pripadnici Völkisch pokreta prešli u novu stranku Njemačka Völkisch slobodarska stranka, ostavljajući tako lijevo orijentirane nacionalsocijaliste. Među pripadnicima te novoosnovane stranke bio je i kasnije poznati nacionalsocijalist Joseph Goebbels, koji je zadržao podršku stranke.

## Uspon 1925. – 1933.
Adolf Hitler je oslobođen u prosincu 1924. Iduće godine ponovno je uspostavio i organizirao NSDAP, te ponovno sebe postavio na čelo stranke. Nova Nacistička stranka nije više bila paravojna organizacija, a odriču se i nasilnog uzimanja moći. Ekonomska i politička situacija u Njemačkoj se stabilizirala, pa su snažni nacionalistički osjećaji izblijedjeli, pa tako nije bilo potrebe za dizanjem revolucije. Nacistička stranka 1925. bila je podijeljena na "Korpus političkih vođa" (Korps der politischen Leiter), upravljan od strane Hitlera, te na općenito članstvo (Parteimitglieder). Stranka i SA bili su odvojeni, a naglašen je i legalan rad stranke. Kao prilog tomu, stranka je počela i s učlanjivanjem žena. SA i SS (osnovan u travnju kao Hitlerova osobna straža čiji je zapovjednik bio Heinrich Himmler) opisani su kao "skupine za podršku", a svi pripadnici SA-a i SS-a prvo su morali biti članovi NSDAP-a.
Zamjenik predsjednika stranke, službeno, bio je Rudolf Hess, no u stvarnosti nije imao nikakvu stvarnu moć u stranci. Do 1930-e više vođe stranke poslije Hitlera bili su: Himmler, Goebbels i Göring. Ispod Korpusa političkih vođa bile su vođe nižih članova stranke Gauleiteri, svaki je zapovijedao svojom skupinom ljudi koja se nalazila u Gauima (regija). Bilo je 98 Gauea za Njemačku, te sedam za Austriju, Sudete (u Čehoslovačkoj), Gdanjsku i Saaru (onda pod francuskom okupacijom). Joseph Goebbels je krenuo s napredovanjem kroz hijerarhiju stranke kao Gauleiter regije Berlin-Brandenburg 1926. Streicher je bio Gauleiter regije Frankonija, gdje je objavljivao antisemitističke novine Der Stürmer. Ispod činovnmika Gauleiter bili su niži činovnici, ovim redoslijedomKreisleiter (vođa okruga), Zellenleiter (vođa ćelije) i Blockleiter (vođa bloka). Ovo je hijerarhija u kojoj su oni na višoj razini davali naredbe onima na nižoj, a oni bi ih izvršavali s osjećajem odanosti. SA je zadržao neku vrstu autonomije. Članovi SA-a bili su uglavnom besposleni muškarci, a mnogi su SA-ovci uzeli nacističku retoriku ozbiljno. U to vrijeme Hitlerov pozdrav (uzet od talijanskih fašista) i izgovor Heil Hitler! postali su obilježje stranke.
Od 1924. nacisti ne priznaju izbore za Reichstag, a ni zakonodavna tijela tadašnje Njemačke, a u tome imaju malo uspjeha. "Nacionalsocijalistički slobodarski pokret" dobio je svega 3 % glasova na izborima za Reichstag u prosincu 1924., a 1928. broj glasova na izborima pao je na 2,6 %. Državni izbori dali su sličan rezultat. Unatoč lošim rezultatima na izborima, relativnom jačanju stranke i uspjehu u 20-im godinama, Nacistička stranka nastavila je s porastom broja članova. To je bilo zato što je Adolf Hitler, bez aministrativnih mogućnosti, organizaciju stranke dao zapovjedniku tajništva Phillippu Boucheleru, stranačkom blagajniku Franzu Xaveru Schwarzu i poslovnom menadžeru Maxu Amannu. NSDAP je imao sposobnoga vođu propagande Gregora Strassera, koji je promicao nacionalnog organizacijskog vođu iz siječnja 1928. Ti su ljudi zaslužni za porast broja članova Nacističke stranke i bolje organizacije te stranke. NSDAP povećanje broja članova dugovao je i ostalim nacionalističkim strankama koje su blijedjele na političkoj pozornici, kao što je DNVP. Kako je Hitler postao vođa njemačkih nacionalista, ostale su nacionalističke stranke nestale ili se uklopile u Nacističku stranku.
Stranka se proširila 1920-ih izvan Bavarske. Katolička Bavarska ostala je vjerna desnici i težila je za katoličkim vođom, dok je Vestfalija, s radničkim staležom "Crveni Berlin", davala nacistima jako slab broj glasova i vjernosti, pa čak i za vrijeme postojanja samoga Trećeg Reicha. Mjesta koja su najviše podržavala naciste bila su protestantska ruralna područja kao Schleswig-Holstein, Mecklenburg, Pomeranija i Istočna Pruska. Osiromašena radnička područja kao u Turingiji također su iskazivali veliku podršku nacistima, dok su radnici Ruhra i Hamburga ostali vjerni SPD-u, KPD-u i katoličkoj Centrističkoj stranci. Nürnberg je ostao utvrda Nacističke stranke, a prvo Nürnberško okupljanje održano je u istome gradu 1927. Ta okupljanja uskoro su postala pokazivač parlamentarne moći Nacističke stranke, pa su tako privlačila i nove članove. Nacisti su se najviše pozivali na niži srednji stalež – radnike, javne službenike, učitelje, male poduzetnike, koji su najviše pretrpjeli tijekom velike inflacije u Njemačkoj 1920-ih i bojali se boljševizma više no ičega drugog. Mali poduzetnici pozdravljali su Hitlerov antisemitizam, pošto su krivili Židove za veliki ekonomski problem u zemlji. Sveučilištarci i studenti, nezadovoljni što su bili premladi da sudjeluju u Prvome svjetskom ratu i zavedeni nacističkom retorikom, također postaju velike pristaše nacizma. Do 1929. NSDAP je imao 130 000 članova.
Unatoč snažnim pristašama, Nacistička stranka možda nikada ne bi došla na vlast da nije bilo velike krize koja je snažno udarila Njemačku. Do 1930-ih njemačka ekonomija bila je preplavljena nezaposlenima i širokim poslovnim neuspjesima. SPD i KPD bile su podijeljene i nisu bile u stanju stvoriti učikovito rješenje; to je dalo nacistima priliku, Hitler šalje poruku gdje okrivljuje židovske financijere i boljševike za ekonomsku krizu i svoj politički neuspjeh. Na izborima za Reichstag 1930. NSDAP je dobio 18,3% glasova i postao je najveća politička stranka poslije SPD-a u Reichstagu. Hitler je dokazao da je jako učikovit u kampanjama, koristeći radio-propagandu i zrakoplove. Otpust Strassera i postavljanje Goebbelsa kao vođu propagande pokazalo se vrlo učinkovitim. Dok je Strasser propagandu koristio da promiče svoju verziju nacionalsocijalizma, Goebbels je promicao Hitlerovu sliku i njegov sjaj.
Izbori 1930-e promijenili su njemački politički krajolik, DNVP i DVP stapaju se u Nacisitčku stranku kao alternativnoj stranci koja je bila suprotstavljena SPD-u i Zentrumu, čiji je vođa, Heinrich Brüning vodio slabu manjinsku vladu. Nemogućnost demokratskih stranka da stvore ujedinjeni front, samonamentuta izolacija KPD-a i nastavljena nebriga o ekonomiji vladajuće stranke išli su Hitleru u prilog. Pojavio se kao de facto vođa opozicije, a donacije su punile blagajnu Nacističke stranke. Neki važniji i veći poduzetnici kao Fritz Thyssen bili su pristaše nacista i davali su ogromne donacije, no ostali veći poduzetnici bili su sumnjivi prema ekstremnom nacionalizmu Nacisitčke stranke, pa su svoje povjerenje davali tradicionalnim konzervativnim strankama.
Tijekom trajanja 1931. i 1932. njemačka politička kriza je uzela maha. U ožujku 1932. Hitler se natjecao za predsjednika protiv tadašnjeg obnašajućeg predsjednika Von Hindenburga. Adolf Hitler osvojio je 30,1 % glasova, a u drugom izbornom krugu 36,8 % glasova, dok je Von Hindenburg u prvome krugu imao 49 %, a u drugome 53 % glasova. Do tada SA je imao 400 000 članova i SA sudjeluje u velikim tučnjavama protiv SPD-ovih i KPD-ovih paravojska (koje su se također međusobno sukobljavale), tako su i neki njemački gradovi postajali borbene zone. Paradoksno, dok su Hitlerovi batinaši i njegova Nacistička stranka stvarali nerede, Hitler je obećavao uplašenima i osiromašenim radnicima red i mir. Javni antisemitizam je bivao skriven, no nikada daleko od površine. Nijemci su svoje povjerenje na izborima davali Hitleru jer im je obećavao završetak ekonomske krize ("nebirajućim sredstvima"), povratak njemačke veličine, ukidanje Versajskog sporazuma i spašavanje Njemačke od komunizma.
Dana 20. srpnja 1932., pruska vlada oborena je udarom nazvanim Preussenschlag, a nekoliko dana kasnije njemački srpanjski izbori za Reichstag pokazali su da su nacisti otišli korak naprijed. Nacistička stranka odnijela je 37,4 % glasova i postala najveća stranka u Reichstagu. Zajedno, nacisti i komunisti imali su 52 % parlamenta. Nijedna od te dvije stranke nije podržavala bivšu vladu, a stvaranje većinske (koalicijske) vlade bilo je nemoguće. Pod direktivom Kominterne KPD je SPD smatrao svojim najvećim protivnikom, te su ih SPD-ovce pogrdno nazivali "socijalnim fašistima", a samim tim uništavaju nacistima opoziciju. Kasnije su međusobno, komunisti i SPD-ovci, optuživali jedni druge da su krivi za olakšanje Hitleru u pobjedi u odbijanju da pronađu kompromis.
Kancelar Franz von Papen pozvao je druge izbore za Reichstag u studenome, u nadi da će pronaći put iz mrtvila. Rezultat je ostao isti, nacisti i komunisti, zajedno, uzeli su 50 % glasova međusobno i više od pola zastupničkih mjesta u parlamentu, tako da novi izbori za Reichstag nisu učinili ništa učinkovitije od prošlih izbora. No, podrška nacistima pala je na 33,1 %, što je značilo da je prošao vrhunac Nacističke stranke – moguće zato što je velika kriza bila ublažena ili zato što su radnici srednjega staleža glasali za Hitlera u srpnju, no kasnije su povukli svoj glas jer ga nisu željeli na vlasti. Nacistima je rezultat ukazao da moraju uzeti moć prije nego što prođe njihov trenutak. Dvije ujedinjene stranke uništile bi naciste, no njihova kratkovidnost je dopustila nacistima pobjedu. Von Papenov nasljednik, Kurt von Schleicher i velikaš nacionalističkog tiska Alfred Hugenberg, proveli su prosinac i siječanj u političkim intrigama koje su uvjerile predsjednika Von Hindenburga da Hitlera proglasi kancelarom i da u kabinet stavi samo manjinu nacističkih ministara, što je Von Hindenburg i učionio 30. siječnja 1933.

### Izborni rezultati
| Nadnevak       | Broj glasova | Postotak | Zastupničkih mjesta u Reichstagu | Pozadina                            |
| Svibnja 1924.  | 1 918 300    | 6,5      | 32                               | Hitler u zatvoru                    |
| Prosinca 1924. | 907 300      | 3,0      | 14                               | Hitler pušten iz zatvora            |
| Svibnja 1928.  | 810 100      | 2,6      | 12                               |                                     |
| Rujna 1930.    | 6 409 600    | 18,3     | 107                              | Nakon ekonomske krize               |
| Srpnja 1932.   | 13 745 800   | 37,4     | 230                              |                                     |
| Studenog 1932. | 11 737 000   | 33,1     | 196                              |                                     |
| Ožujka 1933.   | 17 277 000   | 43,9     | 288                              | Nakon što je Hitler postao kancelar |

## Na vlasti 1933. – 1945.
27. veljače 1933., Reichstag je bio zapaljen. Za požar u Reichstagu optuženi su komunisti, a uredi KPD-a su zatvoreni. Komunistički tisak je zabranjen, a vođe stranke su pozatvarane. Hitler je uvjerio predsjednika Von Hindenburga da potpiše "Odluku o požaru u Reichstagu", koja je ukinula velik broj ljudskih prava donesenih ustavom Weimarske Republike. Ta odluka odobrila je i zatvaranje komunističkih vođa i tisuće ostalih.
Pošto je novoj vladi nedostajala većina, Hitler je održao nove izbore u ožujku 1933. Bez komunista, koje je Hitler uništio, nacisti su osvojili 43,9 % glasova, a s nacionalističkim saveznicima (DNVP), dobili su parlamentarnu većinu (51,8 % glasova).
Na skupu 1935. progalašeni su zakoni usmmjereni protiv njemačkih Židova. Danas je na tom mjestu memorijalni centar.
Drugi veliki korak za povećanje nacističke moći (Gleichschaltung) bio je "Omogućavajući akt", koji je dopustio kabinetu (dakle Hitleru) zakonodavnu moć. Omogućavajući akt učinkovito je ukinuo dijeljenje moći, princip sadržan u Njemačkom ustavu. Kao takav, taj akt je bio amandman koji je trebao 2/3 glasova da bi bio izglasan. Hitler je trebao glasove Centrističke stranke (Zentrum), što je dobio nakon što je garantirao određena prava predsjedniku Centrističke stranke (Ludwigu Kaasu). Centristička stranka dala je 31 glas "za", dodano glasovima stranaka srednjega staleža, nacionalista i Nacističke stranke, odobreno Hitleru da radi po Omogućavajućem aktu i tako ukida ljudska prava. Komunisti su bili protiv Omogućavajućeg akta, no KPD nije mogao glasovati protiv tog amandmana jer je njihova stranka ukinuta. SPD je bila jedina stranka u Reichstagu koja se protivila tom aktu, no njihovi glasovi nisu bili dovoljni da amandman ne bude izglasan. Kao kaznu zbog njihova protivljenja, socijalni demokrati su bili drugi koji su ostali bez stranke – Hitler ju ukida 22. lipnja. Vodstvo stranke odlazi u Prag odakle djeluju.
Omogućavajući akt dao je pravo Vladi da donosi odluke bez pristanka parlamenta, potpisivati ugovore u inozemstvu i čak izmijeniti Ustav. Nacisti nisu održali data obećanja svojim političkim saveznicima, a ukidaju i sve druge stranke kao što su ukinuli stranke komunista i socijaldemokrata. Prema tome, Nacistička stranka zabranila je stvaranje novih stranaka 14. srpnja 1933., kada je Njemačka postala jednostranačka država. Reichstag je postao de facto nevažan, a Reichsrat je ostao bez ikakve moći. Legitimna tijela u njemačkoj državi uskoro su podijelila sudbinu Reichstaga i Reichsrata, dok je Njemačka federativna vlada uzela svu legitimnu i državnu moć.
U Njemačkoj je uvedena vrsta politike koju je Von Bismarck nazivao "Kulturkampf". Takva je politika imala cilj da unaprijedi kulturu njemačkoga naroda iz katoličke kulture u onu koja je nacistima bila bolja. Hitler je iskoristio Rimokatoličku crkvu u Njemačkoj da uništi Centrističku stranku. 23. ožujka 1933. pozvao je crkvene "najvažnije čimbenike" na održavanje njemačkog bića. Za uzvrat Rimokatoličkoj crkvi predložio je Reichskonkordat, između Njemačke i Vatikana, koji je potpisan u srpnju iste godine. Kao uslugu prema Protestantskoj crkvi u Njemačkoj potpisao je konkordat i pomogao u crkvenim izborima nacistički inspirirane "njemačke kršćane" koji su dobili moć među protestantima. Ti događaji su isprovocirali njemačku "Ispovjednu Crkvu".
Članstvo u Hitlerovoj mladeži uzimali su uglavnom njemački tinejdžeri i tamo služili kao budući članovi Nacističke stranke. Sastanci Hitlerove mladeži održavani su srijedama jutri, a na njima su se svjesno odvlačili mladi ljudi od Crkve i približavalo ih se državi. No, nacisti nisu odmah uklonili sve neprijatelje iz Crkve. Civilne službe jedno su ostale oslobođene od nacista, no, kasnije će ih oni preuzeti. U nekim mjestima, protivnici nacizma, ostajali su na svojim položajima dugo vremena. Takavi primjeri su i Johannes Popitz, ministar financija najveće njemačke države, Pruske, koji je na svome položaju ostao do 1944. i bio poznati oportunist; Ernst von Weizsäcker, zamjenik tajnika u Njemačkom ministarstvu vanjskih poslova, koji je na tom položaju štitio rad Otpora. Oružane snage nacističke Njemačke – Wehrmacht, zabranio je da se njegovi pripadnici učlanjuju u Nacističku stranku i zadržao svoju samostalnost u idućih nekoliko godina.
Razdoblje od 1933. do 1939. obilježilo je postupan rast Nacističke stranke i njemačke države, Nacistička stranka uzimala je sve više i više moći na štetu profesionalnih državnih službenika. To je dovelo do neučinkovitosti i zbunjenosti u administraciji, a sve je počelo s Hitlerovom politikom zabrane sloboda s čime je želio zabraniti svojim protivnicima da dobiju bilo kakvu moć. Zbunjenost i neučinkovitost u administraciji poboljšane su podjelom službenika na one državne i na one koji su imali članstvo u stranci. Ta zbrka u administraciji kasnije će uzrokovati i posljedice. Mnogi članovi Nacističke stranke su naglo pošli uzimati mito i postali podložni korupciji, a bili su nadahnuti Göringom, koji je pokradao državnu imovinu i onu oduzetu od Židova. U srednjim 30-ima stranka je postala nepopularna među njemačkim građanima, no to nije utjecalo na Hitlera i njegov položaj, koji je zadržao veliku popularnost među Nijemcima sve do 1943.
SA pod Röhmovim vodstvom uskoro je postao glavni problem stranke. Mnogi od 700 000 pripadnika naoružane milicije srednjega staleža, SA-a, riječ "socijalizam" iz "nacionalsocijalizma" uzeli su jako ozbiljno, i uskoro su počeli zahtijevati od Nacističke stranke da proširi svoje napade na aktiviste KPD-a i SPD-a, te na Židove koji su dio kapitalističkog sustava. Röhm je sebe i svoje vidio kao revolucionarnu vojsku nacističke Njemačke i želi zamijeniti stare aristokratske časnike sa svojim revolucinarnim časnicima. Vojska i dalje nije bila pod utjecajem Nacističke stranke, a Hitler se pobojao da bi Wehrmacht mogao izvršiti državni udar ako SA postane rival vojsci. Poslovne zajednice su se također prestrašile SA-ove socijalističke retorike.
U lipnju 1934., Hitler, rabeći SS i Gestapo pod Himmlerovim zapovjedništvom, izvršio je udar protiv SA-a, ubivši Röhma i 700 drugih pripadnika SA-a. Ta Noć dugih noževa slomila je moć SA-a, a povećala moć Himmlera i SS-a, koji je postao prava i izvršna oružana grana Nacističke stranke. Poslovne zajednice su stavljene pod kontrolu nacista, kako je Hitler planirao. Tadašnji zapovjednik Wehrmachta, Werner von Blomberg, koji nije bio nacist, kao znak zahvale Ministarstvu obrane odredio je da se njemački vojnici dok prisežu, Hitlera oslove kao "Führera" njemačke države. Taj događaj odigrao je važnu ulogu u nacističkom planu o preuzimanju države. Granice između stranke i države su izblijedile, a Hitlerova osobna volja bila je državni zakon, iako državna birokracija nikada nije bila u potpunosti preuzeta od nacista.
Učinak udara na SA odmaknuo je Nacističku stranku od socijalnih i približio ju rasnim problemima, uglavnom problemima Židova, čija su politička i ekonomska prava znatno smanjena. Najjači udarac Židovima dao je Nürnberški zakon, čime je su Židovi potpuno izbačeni iz njemačkog zakona, ukinuto im je državljanstvo i zabranjeno miješanje i sklapanje brakova s Arijcima. Udar na Židove 1936. do 1937. nakratko je prestao zbog Olimpijskih igara, no ponovno se pokreću napadi na njih u studenome 1938. kada počinje Kristallnacht ("Kristalna noć"), kada je ubijeno 100 židova i 30 000 uhićeno i odvedeno u koncentracijske logore, a tisuće židovskih domoba, poslovnica, sinagoga itd. je razrušeno i spaljeno. To je zadovoljilo nacistički stranački vrh, no regionalne nacističke vođe provodile su još radikalnije činove protiv židova. No, kasnije će i vrh stranke krenuti još radikalnije i povećati broj žrtava, posebno 1941., 1942. i 1943. Najviše Židova ubijeno je 1945. pred pad Njemačke.
Paradoksno, što je više i više nacizam prevladavao u njemačkom društvu, nacistička stranka kao organizacija postajala je sve manje i manje važna u usporedbi sa strukturom vodstva režima. Hitlerovo vodstvo se gledalo, ne kao stranačko, već kao vodstvo samoga Hitlera. Hitlerovi podređeni, kao Himmler i Goebbels, ovisili su o Hitlerovoj slobodnoj volji, a njihov osobni uspjeh nije ovisio o visokom položaju kojeg su imali, nego ponovno, o Hitlerovoj slobodnoj volji. Stranka nije imala svoje vodstvo niti proces donošenja službenih odluka, nije imala Politbiro, ni Centralne komitete, ni Stranački kongres. Stranačko kancelarstvo je na papiru vodilo stranku na čelu s Hessom, no u stvarnosti on, ni Stranačko kancelarstvo, nisu imali nikakvu moć, jer je Hess bio samo figura. Tako je bilo sve do 1941. kada je Hess odletio u Britaniju izvršavajući svoju "mirovnu misiju". Tada je Hess zamijenjen Martinom Bormanom koji je dao nekakvu moć Stranačkom kancelarstvu, no to je uspio samo zato što mu je Hitler to odobrio kao svome političkome tajniku. Pravu moć u Trećem Reichu imao je Himlerov SS i Goebbelsovo Ministarstvo propagande, a djelovali su u sjeni Hitlerovoga ureda.

## Rat i pad
S dolaskom rata 1939., stranka je više vodila brigu o sebi, nego o državi, posebice nakon 1941. kada se rat okrenuo protiv Njemačke. Kako se Hitler zbog rata prestao baviti o unutarnjim problemima, a više o vojnim, organizacija države je postala deorganizirana. Gauleiteri, koji su bili stari nacisti i Hitlerovi podanici, uzeli su kontrolu nad racioniranjem, radničkom upravom, dodjeljivanjem stanova, protu-zračnom obranom i zbrinjavanjem Nijemaca te brigom da nastave svoj život i posao. Služili su kao pučki pravobranitelji protiv neučikovite države. Borili su se i za uklanjanje preostalih Židova, jer je nastao problem oko udomljavanja zbog savezničkih bombardiranja. Kada su se Saveznici približili nacionalnom prostoru Njemačke, Gauleiteri su obično uzimali zapovjedništvo nad preostalim otporom; odličan primjer je, Karl Hanke koji je do zadnjega branio Breslau. Tinejdžeri, članovi Hitlerove mladeži branili su Berlin pod vodstvom svojeg fanatičnoga vođe, Artura Axmanna, a veliki broj njih je poginuo u borbi s Crvenom armijom.
Vojska je bila zadnja koja će podleći nakon Nacističke stranke, i nikada to nisu radili u cijelosti. Reichswehr prije 1933. izbacivao je vojnike koji bi politički djelovali, a tako je bilo i neko vrijeme poslije 1933. Nacisti koji su bili punoljetni za vojni rok (17 godina), postajali su vojnici Waffen SS-a, vojnom krilu SS-a. 1938., ministar obrane Blomberg i zapovjednik vojnoga osoblja, general Werner von Fritsch, izbačeni su iz ureda nakon nanizanih skandala. Hitler se sam proglasio ministrom obrane, a nove vojne vođe, generali Franz Halder i Walther von Brauchitsch, imali su osjećaj strahopoštovanja prema Hitleru. Ipak je Hadler podržavao udar protiv Hitlera 1938. nakon krize s Čehoslovačkom, pa ponovno 1939. Von Brauchitsch je znao za te planove, no nije imao namjeru zaustaviti ih. Zabrana nacistima da se pridruže njemačkoj vojsci ukinuta je 1939. Brojni generali, kao Walther von Reichenau i Walter Model, postali su fanatični nacisti. Do 1944. generali se nisu bunili protiv Hitlera. Te godine 20. srpnja počela je Operacija Walküre, no urotnici nikada nisu dobili punu podršku svih njemačkih časnika. Njemačka mornarica, Kriegsmarine, uvijek je ostala odana Hitleru; njezin zapovjednik, Karl Dönitz, postao je Hitlerov nasljednik 1945.
Do 1945. Nacistička stranka i njemačka država bili su nerazdvojni. Najfanatičniji pripadnici NSDAP-a su izvršili samoubojstvo, pobjegli ili bili uhićeni na kraju rata. Ostali su spalili svoje stranačke iskaznice i pokušali se uklopiti u posljeratno njemačko društvo. Na kraju rata nacizam se sveo na obožavanje Hitlera, a njegova smrt oslobodila je mnoge naciste odanosti prema nacizmu. U svome političkome testamentu, Hitler je postavio Bormanna na mjesto stranačkoga šefa, no imenovani nije postao vođom stranke jer za njega Nacistička stranka nije imala osnovu bez Hitlera. Nacistička stranka je zabranjena od stranke američkih okupacijskih vlasti i počeo je dugi proces denacifikacije na sudovima, sveučilištima školama itd. Nije bilo pokušaja ni otpora da se stvori nacističko podzemlje. 1949. nastavio se normalni politički život u Zapadnoj Njemačkoj, nacizam je skoro izumro. U Istočnoj Njemačkoj komunističke vlasti strogo su motrile na bivše naciste i najmanji oblik pojave nacizma odmah je bio strogo kažnjavan.
Od 1949. bilo je mnogih pokušaja da se stvori ultra-nacionalistička stranka u Njemačkoj, no javno se nisu iskazivale kao nacističke, niti su rabile nacističke slogane. Njemačka stranka Reciha (Deutsche Reichspartei, DRP), bila je sastavljena od mnogo bivših nacista, imali su pet članova u Bundestagu na izborima 1949., no poraženi su 1953. 60-ih godina, predsjednik DRP-a, Adolf von Thadden, izjavio je da stranke nema budućnosti i ukinuo ju 1964. Von Thadden (čija je polusestra Elisabeth von Thadden smaknuta od nacista jer je bila član Njemačkog pokreta otpora) stvorio je novu stranku, paralelnu DRP-u, Nacionalnu demokratsku stranku Njemačke (Nationaldemokratische Partei Deutschlands, NPD), koja i danas postoji, a vođa joj je Udo Voigt. NPD je preživjela nekoliko pokušaja da je se zabrani od stranke Federalnog ustavnog suda Njemačke zbog razloga jer je neo-nacistička stranka. Dobivala je nekoliko mjesta u Landstazima u njemačkim državama, ponajviše u bivšoj Istočnoj Njemačkoj, no nikada nije dobila 5 % glasova koji su potrebni za zastupničko mjesto u Bundestagu. NPD ima 5 300 registriranih članova, a glavni cilj stranke je zabrana imigracije.

## Stranački sastav

### Vrhovno vodstvo
Na čelu Nacionalsocijalističke stranke bio je njezin predsjednik ("Der Führer"), koji je imao apsolutnu moć i puno zapovjedništvo nad strankom. Svi drugi uredi stranke bili su podređeni njegovom položaju i ovisili su o njegovim uputama. 1934., Hitler je osnovao poseban ured za predsjednika stranke, Führerovo kancelarstvo, sa svojim podređenim jedinicama.
Ispod Führerovoga kancelarstva bilo je "Osoblje zamjenika Führera" (ured je vodio Rudolf Hess od 21. travnja 1933. do 10. svibnja 1944.), a poslije ovog ureda slijedilo je "Stranačko kancelarstvo" (Parteikanzlei) kojeg je vodio Martin Bormann.

### Reichsleiteri
Reichsleiter ("Vođe Reicha") su bili izravno podređeni Führeru, bilo je svega osamnaest Reichsleitera. Imali su moć i utjecaj usporedivu s ministrima Reicha koji su bili u Hitlerovom kabinetu. Osamnaest Reichleitera bilo je raspoređeno u "Reichovo vodstvo NSDAP-a" (Reichsleitung der NSDAP), koje je osnovano u Smeđoj kući, u Münchenu. Za razliku od Gauleitera, Reichsleiter nisu djelovali na određenom zemljopisnom području, nego su bili odgovorni na određenim sferama interesa.

### Opće članstvo
Općenito članstvo u Nacističkoj stranci poznato kao Parteimitglieder, popunjavali su gradski i ruralni pripadnici nižih srednjih staleža. 7% pripadnika pripadalo je višem staležu, drugih 7 % bili su seljaci, 35 % su bili industrijski radnici i 51 % članova je bilo opisano kao srednji stalež.
Kad je Nacistička stranka došla na vlast 1933., imali su preko 2 milijuna članova. Kad je NSDAP došla na vlast privukla je masu članova, pa je tako sve do svoga nestanka imala 8,5 milijuna članova. Mnogi članovi su se učlanili samo zbog karijere, no stranka je imala bar 1 milijun aktivnih članova.

### Vojno članstvo
Nacističke pristalice koje su željele izgraditi vojnu karijeru, novačili su se u Waffen SS, no velik broj njih se unovačio i u Wehrmacht, a kasnije još više jer je počeo Drugi svjetski rat. Rano novačenje u Wehrmachtu bilo je dopušteno samo politički neaktivnima, a svaki nacist koji bi prišao vojsci morao je istupiti iz Nacističke stranke.
Od takvoga novačenja se kasnije odustalo, a kad je počeo rat u Wehrmachtu je bilo i članova Nacističke stranke. Wehrmachtova pričuva je također imala velik broj nacista, a među poznatijima su i Reinhard Heydrich i Fritz Todt, pripadnici Luftwaffea, te također bojnik Waffen SS-a, Ronald von Brysonstofen i Karl Hanke.

### Studentsko članstvo
1926. NSDAP je napravila poseban odsjek za učlanjivanje studenata, poznatim pod nazivom Nacionalsocijalistička studentska liga (NSDStB).

### Žensko članstvo
Nacionalsocijalistička liga žena bila je ženska organizacija stranke. Do 1938. imala je oko 2 milijuna pripadnica.

### Inozemno članstvo
Članovi stranke koji su bili izvan Njemačke bili su pripadnici Auslandsorganisation (NSDAP/AO, "Inozemna organizacija"). U organizaciju su se mogli učlaniti samo tzv. "carski Nijemci", "etnički Nijemci" (Volksdeutsche), a oni bez njemačkog državljanstva nisi imali pravo za učlanjenje.

### Paravojne skupine
Postojalo je i nekoliko paravojnih skupina koje su podržavale Nacističku stranku i njezine ciljeve. Članovi paravojnih skupina Nacističke stranke morali su prvo biti članovi stranke, a zatim su se po želji mogli učlaniti u neku od skupina. Golem sustav nacističkih paravojnih činova bio je zaseban za svaku paravojnu skupinu.
Veće nacističke paravojne skupine bile su:
- Schutzstaffel (SS): "Zaštitni odred"
- Sturmabteilung (SA): "Jurišni odred"
- Nationalsozialistisches Fliegerkorps (NSFK): "Nacionalsocijalistički leteći korpus"
- Nationalsozialistisches Kraftfahrerkorps (NSKK): "Nacionalsocijalistički motociklistički korpus"

Hitlerova mladež također je bila paravojna skupina koju su vodili punoljetni nacisti, a u nju su se učlanjivali mladi od 14 do 18 godina. Postojala je i Liga njemačkih djevojaka čije su pripadnice bile njemačke djevojke.

### Povezane organizacije
Nekoliko službeno nezavisnih organizacija imalo je svoje vlastito predstavništvo i vlasništvo, a ujedno ih je podržavala i Nacionalsocijalistička stranka. Mnoge organizacije povezane s NSDAP-om bili su sindikati raznih zanimanja. Neke su organizacije starije od stranke, ali su postale podložne nacionalsocijalizmu zbog Gleichschaltung politike nakon 1933.:
- Reichova liga njemačkih službenika (sindikat građanskih službenika)
- Njemačka fronta rada (DAF)
- Nacionalsocijalistička njemačka liga fizičara (NSDÄB)
- Nacionalsocijalistička liga branitelja zakona (NSRB) (1936. – 1945., ranije Nacionalsocijalistička njemačka liga odvjetnika)
- Nacionalsocijalistička skrb za žrtve rata (NSKOV)
- Nacionalsocijalistička liga učitelja (NSLB)
- Nacionalsocijalistička narodna socijalna pomoć (NSV)
- Reichova radnička služba (RAD)
- Njemačko bogovjerstvo
- Njemačka kolonijalna liga (RKB)
- Njemački crveni križ
- Liga Kyffhäuser
- Tehnička hitna pomoć (TENO)
- Reichov savez velikih obitelji

## Nacističke oznake
- Nacističke zastave: Nacistička stranka rabila je desno okrenutu svastiku kao svoj znak, a crvena i crna boja predstavljale su Blut und Boden ("krv i tlo"). Osim toga, boje na nacističkoj zastavi (crvena i crna) označavaju i ideologiju stranke – nacionalsocijalizam, a svastika predstavlja tzv. arijsku rasu i služi kao arijski nacionalistički podsjetnik pokreta. Bijela boja na zastavi predstavlja arijsku rasnu čistoću, dok crvena služi kao podsjetnik na socijalizam u ideju nacionalsocijalizma. Boje crna, bijela i crvena također su bile i na zastavi Sjevernonjemačke konfederacije (zastavu je kreirao Otto von Bismarck, želeći označiti Prusku (bijela i crna), te sjevernonjemačke zemlje koje su rabile crvenu boju). Stvaranjem Drugog Reicha – Njemačkoga Carstva ta zastava postala je i zastavom ujedinjene Njemačke pod nazivom Reichsflagge ("Zastava Reicha"). Crna, bijela i crvena bile su boje nacionalista u vrijeme Weimarske Njemačke i Drugog svjetskog rata.
- Njemački orao: Nacistička stranka rabila je tradicionalnog Njemačkog orla, koji je stajao na vrhu svastike okružene vijencem hrastova lišća. Kada orao gleda na lijevu stranu, tada označava Nacističku stranku i naziva ga se Parteiadler. Suprotno, kada orao gleda na desnu stranu, označava državu (Treći Reich), i tada je nazivan Reichsadler. Kada je Nacistička stranka došla na vlast u Njemačkoj, zahtijevala je da se svi tradicionalni Njemački orli zamijene stranačkim oznakama u svim javnim ustanovama.

- Parteiadler predstavlja Nacističku stranku
- Reichsadler tijekom nacističke vladavine, predstavlja Treći Reich kao nacionalno obilježje (Hoheitszeichen)
- 5 Reichsmaraka u kovanicama, prije (1936.) i nakon dodavanja svastike (1938.)

## Slogani i pjesme
| - Nacistički slogan: "Sieg Heil!" | - Nacistički slogan: "Heil Hitler" | - Nacistička himna: Horst-Wessel-Lied |